# هشتاد و دومین دوره جوایز اسکار
هشتاد و دومین دوره مراسم اعطای جوایز اسکار در تاریخ ۷ مارس ۲۰۱۰ در تئاتر کوداک هالیوود برگزار شد. در این مراسم بهترین فیلم‌های سال ۲۰۰۹ میلادی جهان به انتخاب آکادمی علوم و هنرهای تصاویر متحرک جایزه گرفتند.

## نامزدها
نامزدهای هشتادودومین اسکار، روز دوم فوریه ۲۰۱۰ در ساعت ۱۳:۳۰ به وقت زمان هماهنگ جهانی در کالیفرنیا، بورلی هیلز در محل تئاتر ساموئل گلدوین با اجرای تام شراک رئیس آکادمی اسکار و آن هاتاوی برگزار شد. در این دوره برای اولین بار پس از سال ۱۹۴۳ ده نامزد به جای پنج نامزد برای کسب عنوان بهترین فیلم رقابت کردند. ضمن آن‌که فیلم‌های آواتار (جیمز کامرون) و مهلکه (کاترین بیگلو) با نامزدشدن در ۹ رشته، بیش‌ترین تعداد نامزدی را داشتند.

### جایزه اسکار افتخاری
امسال ۳ کاندید برای دریافت جایزه اسکار افتخاری اعلام شدند:
- گوردون ویلیس
- لارن باکال
- راجر کورمن

### نامزدهای جوایز اصلی
| بهترین فیلم | بهترین کارگردان |
| --- | --- |
| - - مهلکه - آواتار - نقطهٔ کور - منطقه ۹ - یک آموزش - حرامزاده‌های لعنتی - یک مرد جدی - ارزشمند - بالا - بالا در آسمان                                                            | - - کاترین بیگلو – مهلکه - جیمز کامرون – آواتار - لی دنیلز – ارزشمند - جیسن ریتمن – بالا در آسمان - کوئنتین تارانتینو – حرامزاده‌های لعنتی |
| بهترین بازیگر نقش اول مرد | بهترین بازیگر نقش اول زن |
| - - جف بریجز – قلب دیوانه - جورج کلونی – بالا در آسمان - کالین فرث – یک مرد تنها - مورگان فریمن – شکست‌ناپذیر - جرمی رنر – مهلکه                                                 | - - ساندرا بولاک – نقطهٔ کور - هلن میرن – ایستگاه آخر - کری مولیگان – یک آموزش - گابوری سیدیب – ارزشمند - مریل استریپ – جولی و جولیا |
| بهترین بازیگر نقش مکمل مرد | بهترین بازیگر نقش مکمل زن |
| - - کریستوف والتس – حرامزاده‌های لعنتی - مت دیمون – شکست‌ناپذیر - وودی هارلسون – پیام‌آور - کریستوفر پلامر – ایستگاه آخر - استنلی توچی – استخوان‌های دوست‌داشتنی                     | - - مونیک – ارزشمند - پنه‌لوپه کروز – نه - ورا فارمیگا – بالا در آسمان - مگی گیلنهال – قلب دیوانه - آنا کندریک – بالا در آسمان |
| فیلم‌نامه اصلی | فیلم‌نامه اقتباسی |
| - - مهلکه – مارک بول - حرامزاده‌های لعنتی – کوئنتین تارانتینو - پیام‌آور – آلساندرو کامون و اورن موورمن - یک مرد جدی – جول کوئن و اتن کوئن - بالا – باب پیترسن و پیت داکتر        | - - ارزشمند – جفری فلچر - منطقه ۹ – نیل بلومکمپ و تری تاچل - یک آموزش – نیک هورنبی - در حلقه – جسی آرمسترانگ، سیمون بلکول، آرماندو یانوچی و تونی روچه - بالا در آسمان – جیسن ریتمن و شلدون ترنر                                                    |
| بهترین فیلم انیمیشن | بهترین فیلم غیر انگلیسی‌زبان |
| - - بالا – باب پیترسون و پیت داکتر - کورالاین – هنری سلیک - آقای فاکس شگفت‌انگیز – وس اندرسون - شاهزاده خانم و قورباغه – رون کلمنتس و جان ماسکر - راز کلز – تام مور و نورا توومی | - - راز چشم‌هایش (آرژانتین) اسپانیایی – خوان خوزه کامپانلا - عجمی (اسرائیل) به عربی و عبری – اسکندر کوپتی و یارون شانی - شیر اندوه (پرو) اسپانیایی – کلودیا یوسا - پیامبر (فرانسه) فرانسوی – ژاک اودیارد - روبان سفید (آلمان) آلمانی – میشائل هانکه |